# Thommy Gustafson
Thommy Gustaf Fredrik Kennet Gustafson (ursprungligen folkbokförd Gustafsson), född 6 augusti 1948 i Säby församling i Jönköpings län, död 6 juli 2019 i Karlstad, var en svensk musiker från Växjö. Han spelade med orkestern Spelverket innan han blev keyboardist i dansbandet Sven-Ingvars 1987. 
Han var 1978–1984 gift med Kristin Bakken (född 1952), omgift Bakken Pilnäs. Han är far till sångerskan Jessica Pilnäs.